# 桐生市立広沢小学校
桐生市立広沢小学校（きりゅうしりつ ひろさわしょうがっこう）は、群馬県桐生市広沢町四丁目にある公立小学校。

## 所在地
- 群馬県桐生市広沢町四丁目2044-2

## 学区
- 広沢町三丁目の一部[1]
- 広沢町四丁目～七丁目
- 広沢町間ノ島の一部

## 学校周辺
- 桐生市立広沢中学校
- 国道50号
- 国道122号
- 間ノ島団地
- 桐生市南公園

## 事故
1983年9月26日、秋季運動会に向けて体育館での三人一組の人間ピラミッドの練習中、6年生女子児童（当時11歳）が1メートルの高さから落下し頭蓋骨骨折、搬送先病院で翌日早朝に死亡した。